# Pruillé
Pruillé är en kommun i departementet Maine-et-Loire i regionen Pays de la Loire i nordvästra Frankrike. Kommunen ligger i kantonen Le Lion-d'Angers som tillhör arrondissementet Segré. År 2018 hade Pruillé 719 invånare.

## Befolkningsutveckling
Antalet invånare i kommunen Pruillé
| Referens: INSEE |